# Chapelle de Saint-Hospice

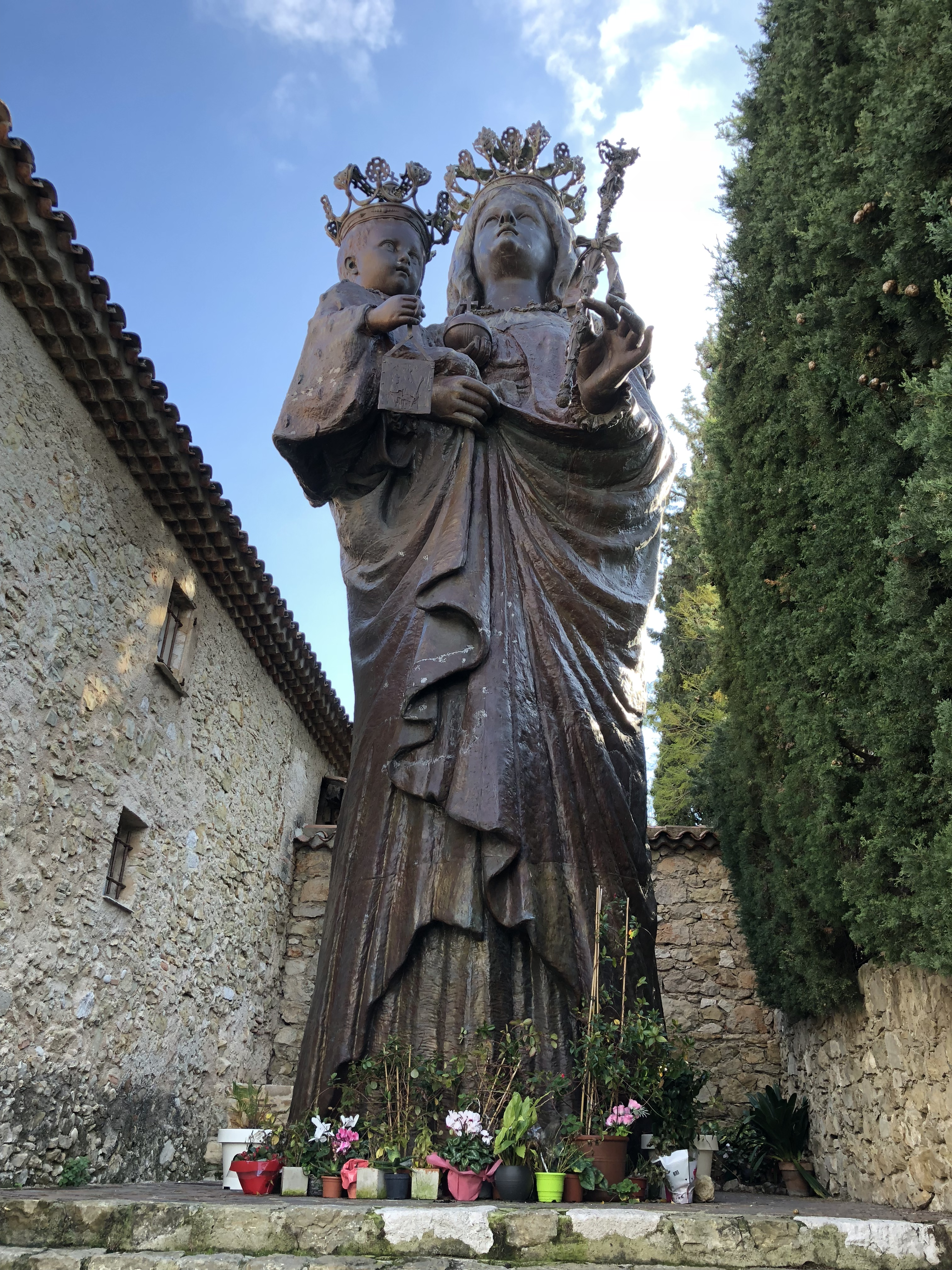
La statue de la Vierge à l'Enfant.

La chapelle de Saint-Hospice est une chapelle du culte catholique construite au XVIIe siècle sur les ruines d'une tour ayant abrité saint Hospice, située sur la pointe du même nom près de Saint-Jean-Cap-Ferrat dans les Alpes-Maritimes

## Historique
Selon la tradition (et rapportée dans l'Historia Francorum de Grégoire de Tours), saint Hospice était un anachorète vivant dans une tour en ruines au VIe siècle. Il faisait pénitence pour racheter la société jugée dissolue et pouvoir adorer Dieu sans contrainte. Il provoquait des guérisons miraculeuses. Après sa mort en 581, son culte se développa dans le comté de Nice.
La côte méditerranéenne subit ensuite des invasions sarrasines. Le comte de Provence les chassa en 983 et apporta une période de relative tranquillité. 
La mention la plus ancienne d'une église Saint-Hospice date de 1075 dans le chartrier de Saint-Pons. Elle est réputée avoir été construite à l'emplacement de la tour ou avait vécu Saint-Hospice.
En 1615, la chapelle se trouve au centre d'un fort construit par Charles-Emmanuel Ier de Savoie pour s'opposer aux pillages. En 1655, il Charles-Emmanuel II de Savoie ordonne à Balthazar Simeone, gouverneur du fort, de reconstruire la chapelle dans l'état où on la connait aujourd'hui. Le fort Saint-Hospice qui protégeait l'entrée de la rade de Villefranche a été détruit en 1706 sur ordre de Louis XIV.
La chapelle subit des dommages pendant la période révolutionnaire. Elle fut restaurée et rouverte au culte en 1801.
Un portique fut construit sur le côté Nord qui est celui de l'entrée en 1826 par le roi Charles-Félix.
Une procession était organisée pour la fête du saint le dimanche suivant le 16 octobre. Elle rassemblait des fidèles Saint-Jean-Cap-Ferrat, Beaulieu, Villefranche et Monaco.
Des processions ont aussi été organisées lors de calamités : les sécheresses en 1806 et 1869, une épidémie de choléra en 1834.
Les pêcheurs des environs étaient notamment attachés à ce culte du fait du danger de leur métier en raison des caprices de la Méditerranée, mais aussi de pirates tardifs.
La chapelle est inscrite au titre des monuments historiques par arrêté du 13 mai 1929. Le site de la chapelle est inscrit lui aussi, en mai 1932, puis classé en juin suivant.

## La grande statue de la Vierge à l'Enfant
En 1903, une imposante statue en bronze de 11 m de haut de la Vierge portant l'Enfant Jésus a été construite à proximité de la chapelle. Elle a été commandée par le négociant d'huile d'olive niçois Auguste Gal au sculpteur milanais Galbusieri afin de marquer la réalisation d'un vœu. La statue devait se trouver au sommet de la tour de sa propriété, mais les autorités militaires s'y opposèrent.
Elle a été transférée à son emplacement actuel en 1937 par le chocolatier Jacques Menier qui avait acquis la propriété où la statue se trouvait.

## Peintures
- Trente tableaux de Louis Marchand des Raux évoquent la vie et les miracles de Saint Hospice.